# Rifugio Erdemolo
De Rifugio Erdemolo of Rifugio Lago Erdemolo is een berghut in de gemeente Palù del Fersina in de Italiaanse provincie Trente. De berghut ligt naast het bergmeertje Lago di Erdemolo op een hoogte van 1994 meter in het Valle dei Mòcheni in de Lagoraigroep van de Dolomieten. De hut wordt privaat uitgebaat en behoort niet toe aan een alpenvereniging. Aangezien de huidige eigenaar niet kan garanderen dat de hut gedurende de gehele zomerperiode geopend is, overweegt de Società Alpinisti Tridentini (SAT) om de berghut over te nemen.